# Camponotus championi
Camponotus championi é uma espécie de inseto do gênero Camponotus, pertencente à família Formicidae.